# 三協里 (旗山區)
三協里為高雄市旗山區屬下的行政區劃。根據截至2025年4月（民國114年4月）的統計，該里有16鄰，1068戶，2517人。

## 歷史
清朝時期1724年（雍正2年）已記載「北勢莊」一詞，後來隸屬臺灣縣。
日治初期官方街庄名列有北勢庄、頭林庄、武鹿坑庄、虎頭山腳庄四庄，至1897年（明治30年）行政上分屬蕃薯藔辨務署羅漢外門第一區街庄長及第二區庄長管區。1901年（明治34年）11月，全台設置二十廳，該庄隸屬於蕃薯藔廳。1904年（明治37年）街庄合併改稱為「北勢庄」，行政上隸屬於蕃薯藔廳支廳蕃薯藔區，而保甲編制有一或二保。1909年（明治42年）10月，合併二十廳為十二廳，蕃薯寮區改隸屬於阿緱廳。1920年（大正9年）旗山街成立，改稱大字北勢，1925年（大正14年）保甲編制改編為旗山街第六保及第七保。
1945年（民國34年）中華民國接收台灣後，改編里鄰時依據北勢、頭林、武鹿坑三大聚落命名為「三和里」，隸屬於旗山鎮。1947年（民國36年）1月改為「三協里」。1950年10月1日，高、屏分治，旗山鎮仍隸屬於高雄縣。2010年12月25日，三協里因為高雄縣、市合併而隸屬於直轄市高雄市。

## 外部連結
- 高雄市旗山區公所里政專區 （页面存档备份，存于）